# Cemal Kemal Altun

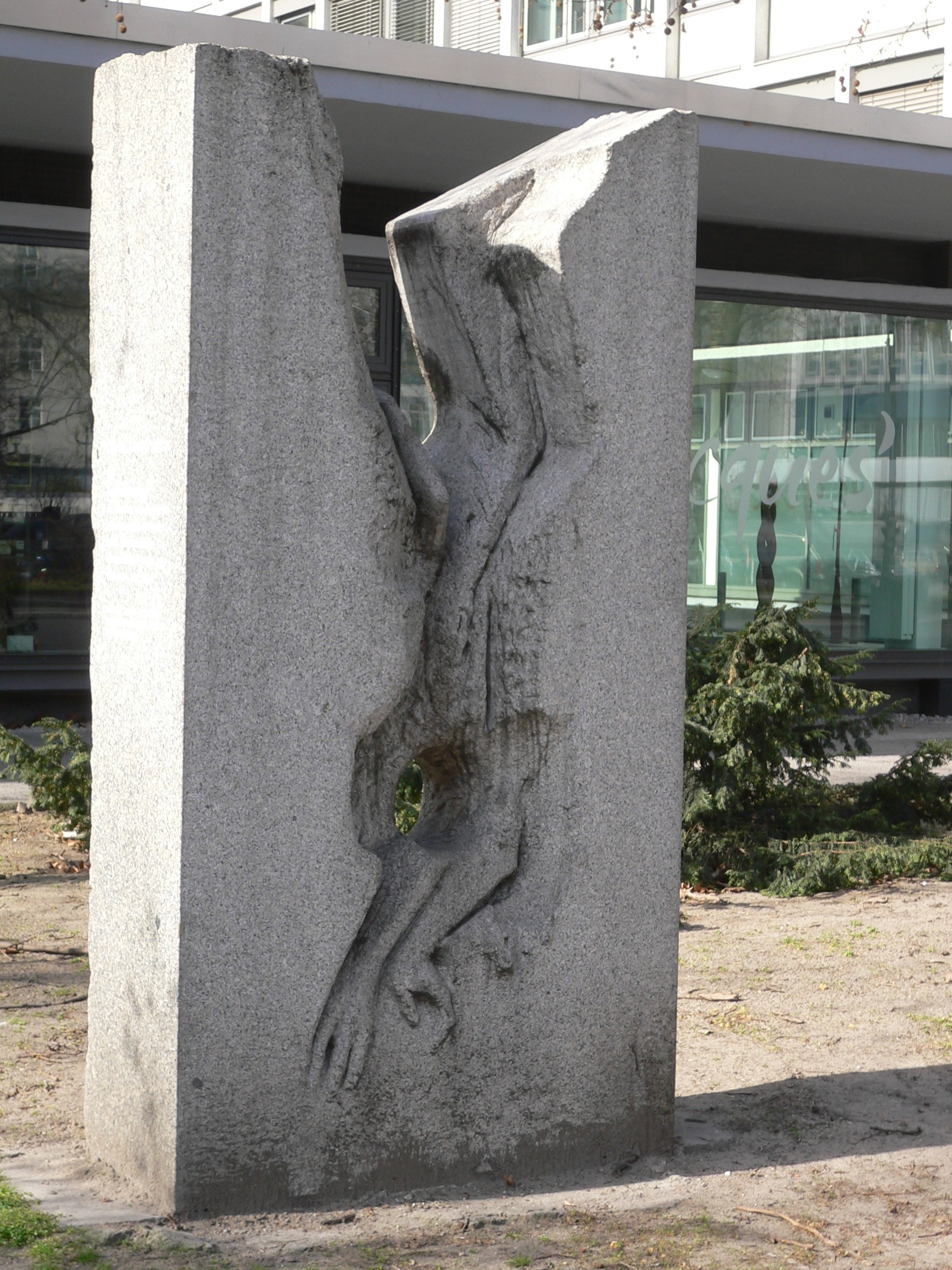
Gedenkstein für Cemal Kemal Altun vor dem Gebäude Hardenbergstraße 20 in Berlin

Cemal Kemal Altun (* 13. April 1960 in Samsun, Türkei; † 30. August 1983 in West-Berlin) war ein türkischer Asylbewerber in der Bundesrepublik Deutschland. Er nahm sich 1983 während des Abschiebeverfahrens im Zusammenhang mit der ihm drohenden Auslieferung an die türkische Militärdiktatur während eines Prozesstages mit einem Sprung aus dem Fenster des sechsten Stocks des Oberverwaltungsgerichts Berlin das Leben. Altun war der erste von politischen Flüchtlingen aus der Türkei, die von Abschiebung bedroht waren und sich das Leben nahmen, und erstmals erreichte ein derartiges Flüchtlingsdrama bundesweites Aufsehen. Sein Suizid war der Anlass für Proteste und für die Alternative Liste für Demokratie und Umweltschutz (AL) und andere Aktivisten, das Projekt „Fluchtburg Berlin“ zu gründen, ebenso war er Impuls für das Entstehen des Kirchenasyls in Deutschland. Seit der Grundgesetzänderung 1993, mit der das Asylrecht drastisch eingeschränkt wurde, haben sich bis Ende 2007 mindestens 149 Menschen angesichts ihrer drohenden Abschiebung das Leben genommen.

## Leben
Altun war schon als Jugendlicher politisch engagiert und in der sozialdemokratischen Republikanischen Volkspartei organisiert. Aufgrund von Reden auf Versammlungen und von Flugblättern geriet er als Schüler und Student ins Visier der nationalistischen Kräfte und wurde mehrfach körperlich angegriffen. Nach dem Militärputsch am 12. September 1980 wurden zahlreiche Regimekritiker, auch aus Altuns nächstem Umkreis, verhaftet, gefoltert oder ermordet. 
Am 8. November 1980 floh der 20-jährige Student Altun über Rumänien nach Bulgarien, Ungarn, die Tschechoslowakei und die DDR nach West-Berlin zu seiner dort lebenden Schwester. Wenige Monate später beantragte er politisches Asyl, als ihm durch türkische Zeitungen bekannt wurde, dass die türkischen Behörden ihm eine Beteiligung an der Ermordung des Politikers Gün Sazak unterstellten. Der deutsche Staatsschutz erfuhr von seinem Antrag und schaltete das BKA ein. Dieses informierte Interpol in der Türkei und stellte eine Anfrage, ob ein Auslieferungsantrag gestellt werde. Noch am selben Tag stellte die türkische Regierung einen Haftbefehl aus. Ähnliche Vorwürfe konstruierten die türkischen Behörden auch gegen andere ihrer Staatsbürger in der Bundesrepublik Deutschland. Seit September 1980 gingen über 150 Auslieferungsersuchen ein. Ende 1983 prüfte die Bundesrepublik noch etwa 40 Prozent dieser Fälle, bei 20 Prozent war sie dem Begehren nachgekommen und übergab die Betroffenen direkt in die Hände ihrer Folterer.
Statt Asyl hatte nun die Offenbarung seiner Verfolgungsgeschichte für Altun die Auslieferungshaft am 5. Juli 1982 zur Folge. Am 21. Februar 1983 bewilligte die Bundesregierung die Auslieferung Cemal Altuns an die Türkei, in deren Militärdiktatur ihm laut Amnesty International der „Tod durch unmenschliche Haftbedingungen, Folter oder Hinrichtung“ drohte. Die Abschiebung wurde denn auch durch eine am 2. Mai 1983 von einer durch die Europäische Kommission für Menschenrechte in Straßburg zugelassenen Beschwerde gegen die Auslieferung Altuns zunächst aufgehalten. Nach 13 Monaten unter verschärften Bedingungen in der JVA Moabit wurde er aber bereits im März 1983 aus seiner Zelle geholt und zum Flughafen geleitet. Als seine Anerkennung als politisch Verfolgter erfolgt war (wogegen der Bundesbeauftragte für Asylangelegenheiten des Innenministeriums Klage einreichte), hatte sein Fall bereits eine europaweite Solidarität ausgelöst.

## Suizid
Ein weiteres Verfahren zur Klärung der Frage, ob Altun der türkischen Militärregierung ausgeliefert werden könne, fand ab dem 29. August im sechsten Stock des Oberverwaltungsgerichts Berlin statt, unmittelbar gegenüber dem Bahnhof Zoologischer Garten. Am zweiten Verhandlungstag lief Altun, nachdem ihm die Handschellen geöffnet wurden, auf ein offenes Fenster zu und stürzte sich 25 Meter hinab.
Die Bundesregierung reagierte bestürzt und äußerte, man habe nicht mit einer Verzweiflungstat rechnen können. In der Todesanzeige von Amnesty International hieß es unter anderem: 

„Die fortschreitende Aushöhlung des Asylrechts und die Atmosphäre der Ausländerfeindlichkeit haben ihm das Vertrauen in das Grundgesetz genommen. Im Alter von 23 Jahren starb er als Opfer einer Politik, die die guten Beziehungen zu den türkischen Militärs über den Schutz eines verfolgten Menschen stellte.“

Amnesty bezeichnete die Verzweiflung Altuns als verständlich und die Haltung der Verantwortlichen als unverständlich.
In einem letzten Versuch, den Sachverhalt zu klären, wurde Cemal Kemal Altun sechs Monate nach seinem Tod vom Gericht Asyl gewährt.

Sein Grab liegt auf dem Dreifaltigkeitskirchhof III in Berlin-Mariendorf, Eisenacher Str. 62 – Abt. F, Reihe 12, Nr. 33.

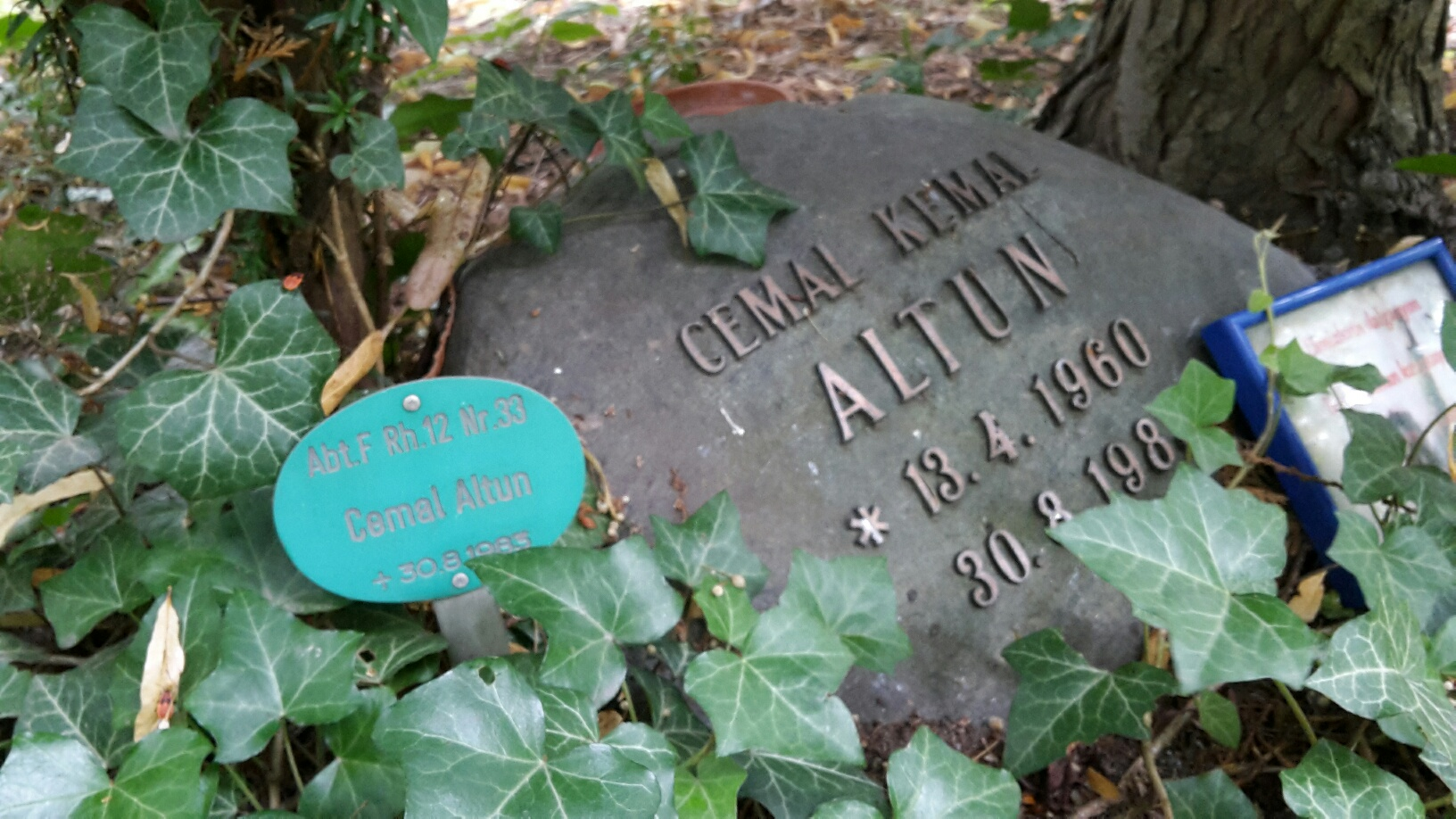

## Auswirkungen
Von Regierungspolitikern als „Einzelfall“ bezeichnet – dem mit Altun ersten bekannt gewordenen Fall eines Flüchtlings, der in Westdeutschland Suizid aus Furcht vor der Abschiebung beging, folgten noch weit über hundert vergleichbare Fälle – war der Vorgang für SPD und Grüne Anlass für heftige Vorwürfe gegen die Ausländerpolitik der Regierung (Kabinett Kohl I), insbesondere den zuständigen Bundesinnenminister Friedrich Zimmermann. Auch der spätere Außenminister Klaus Kinkel, der als Staatssekretär im Bundesjustizministerium die Auslieferung Altuns an die türkische Militärdiktatur befürwortet haben soll, wurde scharf angegriffen. Altuns Anwalt Wolfgang Wieland bestätigte diese Haltung Kinkels allerdings nicht; ihm zufolge hatte Kinkel mündlich zugesichert, Altun würde nicht ausgeliefert.
Der Tod Altuns hatte durch das breite Aufsehen, das er erregte, längerfristige Auswirkungen auf die bundesweite Flüchtlingsarbeit, die unter anderem zur Gründung von Pro Asyl führten. Heiko Kauffmann von Pro Asyl sprach in einer Rede am 31. August 2003 in der Berliner Kirche zum Heiligen Kreuz davon, dass diese „von Ad-hoc-Bündnissen wie zum 40. Jahrestag der Befreiung mit Anzeigen wie ‚Hände weg vom Asylrecht‘,[…] über die ‚Konferenzen der Freien Flüchtlingsstädte‘, über regionale und landesweite Gründungen von Flüchtlingsräten, bis zu regelmäßigen Treffen der in der Flüchtlingsarbeit tätigen Verbände im Umfeld von UNHCR und ZDWF in Bonn [gingen].“:S. 27
Die Gründung von Asyl in der Kirche in Berlin geht unmittelbar auf eine initiative Zusammenarbeit eines Unterstützungskomitees für die Freilassung Cemal Kemal Altuns zurück.
Laut Kauffmann habe der Suizid Altuns dagegen „in der Politik weder zum Umdenken noch zu einer Humanisierung der Asylpolitik [geführt]“. Ähnlicher Meinung war Peter Döbel in einem Kommentar zum zwanzigsten Jahrestag des Suizids Kemal Cemal Altuns im heute-journal, in welchem er ein Nachdenken darüber forderte, warum Asylbewerber wie Altun immer wieder die Hoffnung und den Glauben an die Garantien der Verfassung verlören: „Musste er bei uns an dieser Angst sterben? Steht nicht im Grundgesetz: Politisch Verfolgte genießen Asyl? Steht da nicht auch, dass hier jeder Mensch die Gerichte zu Hilfe rufen darf? Es steht da.“:S. 22

## Rezeption

### Fotos
- Fotos der Proteste nach dem Tod Cemal Kemal Altun, sowie des Trauerzugs mit Sarg und des Denkmals

### Audios
- Suizid des Asylbewerbers Kemal Altun, SWR2 Archivradio 30. August 1983
- Anwalt des türkischen Asylbewerbers Kemal Altun zu dessen Suizid, SWR2 Archivradio 30. August 1983
- 40 Jahre Kirchenasyl in Berlin – Bundesweite Zuflucht für über 600 Menschen, von Liane Gruß, 3.47 Minuten Audio-Version 30. August 1983

### Filme
- Die deutsch-türkische Filmregisseurin Ayşe Polat drehte über die Geschichte Altuns 1992 den Kurzfilm Fremdennacht.
- In der ARD-Reihe Ex! Was die Nation erregte (1996–1998) wurde eine Dokumentation über den Fall gezeigt, die auch in Buchform erschien.

### Musik und Literatur
Der deutsche Lyriker Wolf Biermann schrieb eine Ballade über das Schicksal Cemal Kemal Altuns in Anlehnung an das Heine-Lied Ich weiß nicht, was soll es bedeuten…. Der Barde hatte sich schon zu dessen Lebzeiten für den Asylbewerber eingesetzt und z. B. mit einer aufsehenerregenden Käfig-Aktion zusammen mit Petra Kelly, Gerd Bastian und vielen anderen erreicht, dass Altuns Anwalt Wolfgang Wieland von der Bundesregierung unter der Hand immerhin zugestanden wurde, unter Aussetzung der Abschiebung seines Mandanten Recherchen in der Türkei aufzunehmen, um dessen Unschuld weiter zu untermauern.
Der seit 1981 in Berlin lebende, deutschsprachige Dichter indischer Herkunft, Rajvinder Singh, widmete 1987 Kemal Altun das Gedicht Tat-Ort Nirgends:
Tat-Ort Nirgends
für Kemal Altun
Ein Ort wird gesucht

damit die ‚Täter‘

nicht ohne Ort bleiben

nicht von der Bühne verschwinden

und ihre Taten nicht schweigen

also ein neuer Ort

Tat-ort
Vier Wände sind nicht nötig

die Täter haben nichts

zu verstecken, hier

ein Dach auf vier Säulen

genügt und verschafft

die Bewegungsmöglichkeit

in alle vier Richtungen

Grenzenlos
Keine Tat ist aber möglich ohne Ort

Tat-Ort… Tator…t, Ta … tor … t

Tor … Eingang

Einweisen … Ausweisen … Weisen

Eisen … Eis … Kalt …

Kalt ist der übrig gebliebene Satz

ohne Ort … ohne Tat
Das 1985 veröffentlichte Buch Ganz unten von Günter Wallraff ist unter anderem Kemal Altun gewidmet.

## Gedenkstätten

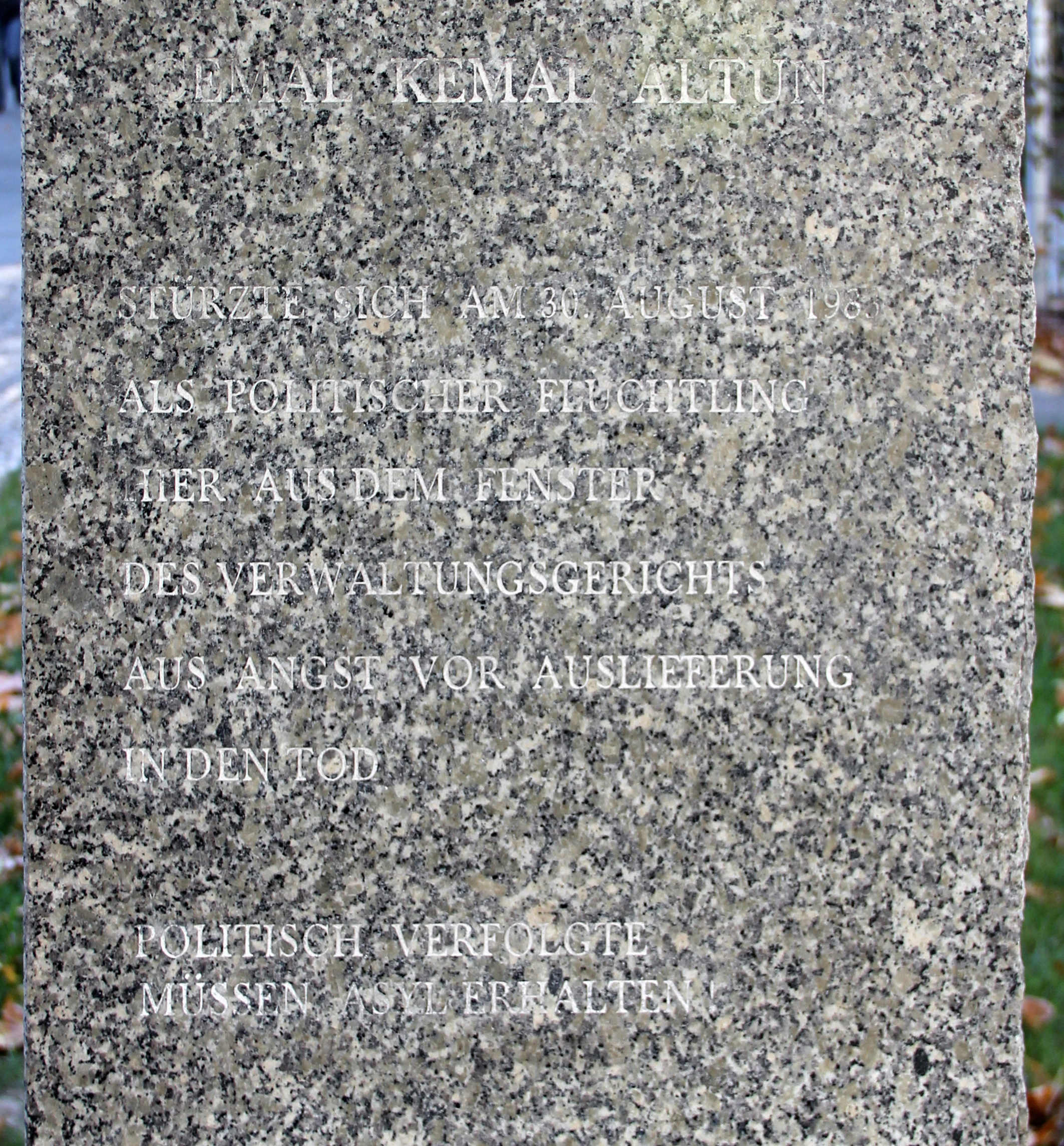
Gedenktafel vor dem Gebäude Hardenbergstraße 20

### Kemal-Altun-Platz in Kassel
In der Kasseler Nordstadt erhielt im Frühjahr 1988 der Platz vor den als Kulturzentrum genutzten Gebäuden des ehemaligen Schlachthofes (Einmündungsbereich der Gottschalkstraße in die Mombachstraße) inoffiziell den Namen Kemal-Altun-Platz. An der Seitenwand des Schlachthofgebäudes wurde ein Relief des türkischen Bildhauers Eyüp Öz angebracht, das auf das Schicksal Altuns Bezug nimmt. Es zeigt eine Hand, die in Ketten gelegt ist und eine Rose hält. Zusammen mit der darunter angebrachten Inschrift „Politisch Verfolgte genießen Asylrecht (Art. 16.2.2 GG)“ soll es an die hoffnungslose Situation von Abschiebehäftlingen erinnern. Eine offizielle Platzbenennung fand mit Beschluss durch die Stadt Kassel am 28. Januar 2021 statt. 

### Cemal-Kemal-Altun-Mahnmal in Berlin
Auch vor dem ehemaligen Berliner Verwaltungsgericht, vor dem Altun starb, befindet sich heute ein Mahnmal für ihn. Die etwa vier Meter hohe, zwei Meter lange und einen Meter breite Steinskulptur des Künstlers Akbar Behkalam ist von oben her mittig aufgebrochen und lässt zwei Hände erkennen. Auf beiden Seiten des Mals ist zu lesen – einmal in deutscher, einmal in türkischer Sprache: „Cemal Kemal Altun stürzte sich am 30. August 1983 als politischer Flüchtling hier aus dem Fenster des Verwaltungsgerichts aus Angst vor Auslieferung in den Tod. Politisch Verfolgte müssen Asyl erhalten.“ Das Denkmal wurde 1996 von der damaligen Bezirksbürgermeisterin Berlin-Charlottenburgs, Monika Wissel, enthüllt.

### Kemal-Altun-Platz in Hamburg
Im Hamburger Stadtteil Ottensen wurde das brachliegende Gelände des ehemaligen Maschinenbaubetriebs Menck & Hambrock von der Hamburger Bevölkerung inoffiziell Kemal-Altun-Platz genannt. Im Stadtplan so nicht verzeichnet, benutzt selbst die Hamburgische Bürgerschaft diesen Namen in ihren Schreiben. Offiziell bestätigt wurde er jedoch nie. Im September 2012 wurden vom Bezirk Altona Straßenschilder mit dem Namen Kemal-Altun-Platz installiert. Damit wurde dem Wunsch der Bürger und der Bezirksversammlung entsprochen.